# James Baird
James Baird (Old Monkland, North Lanarkshire, 5 de dezembro de 1802 — Cambusdoon, South Ayrshire, 20 de junho de 1876) foi um rico escocês do ramo da metalurgia e benfeitor da Igreja da Escócia.

## Biografia
Ele nasceu na antiga fazenda de Kirkwood, perto de Old Monklands. Foi o quarto de oito filhos (e duas filhas) de Alexander Baird e Jean Moffat. Depois de um início de trabalho na agricultura, Baird inspirado pela Revolução Industrial, começou a abrir poços de extração de carvão mineral na fazenda. Nesta fase foi fundada a empresa William Baird & Co. A família mais tarde montou uma siderúrgica, Bairds of Gartsherrie. James se concentrou na indústria de processamento de ferro.
A despeito das alegações de que isto poderia danificar os fornos, a partir de 1837 todos os fornos foram desligados aos domingos. Isso significava não só que era um dia de descanso, mas uma forma de diminuir a emissão de poluentes nas cidades e aldeias próximas. Em 1864, Baird tinha aumentado o número de seus altos-fornos para quase cinquenta, produzindo 300 000 toneladas de ferro anualmente e empregando 10 000 pessoas.
Ao longo de sua vida, ele adquiriu terrenos em Lanarkshire, Ayrshire e Fife, todos para fins de mineração. A Bairds desenvolveu a primeira máquina de corte de carvão acionada por correntes na Escócia, apelidada de Gartsherrie, que se tornou um protótipo de cortadores mecânicos de carvão por mais de um século em minas de carvão em todo o mundo. Grande parte de seu dinheiro foi devolvido à comunidade em termos de construção de escolas e igrejas.
Os irmãos tornaram-se grandes proprietários e James foi eleito parlamentar por Falkirk de 1851 até 1852 e de 1852 até 1857. Ele morreu em sua propriedade de Cambusdoon (anteriormente conhecida como Greenfield), perto de Ayr, que ele havia adquirido em 1852, deixando uma propriedade avaliada em três milhões de libras. Foi durante sua vida um grande benfeitor público, fundando escolas e promovendo as "Palestras de Baird" (1871) para a defesa da teologia ortodoxa e em 1873 com a doação de 500 000 libras fundou a "Baird Trust", uma organização de caridade destinada a ajudar financeiramente os projetos da Igreja da Escócia a espalhar a palavra do evangelho. Ela financia os projetos de expansão da Igreja, o trabalho missionário e dá ajuda a ministros e suas famílias.

## Família
James Baird foi casado duas vezes e não deixou filhos:
- a primeira vez, em 1852, com Charlotte, filha de Robert Lockhart, de Castle Hill, Lanarkshire, que morreu em 1857, e
- pela segunda vez, em 1859, com Isabella Agnew, filha do almirante James Hay, de Belton, Haddingtonshire, que sobreviveu a ele.